# Prima della rivoluzione
Pour plus de détails, voir Fiche technique et Distribution.
Prima della rivoluzione est un film italien réalisé par Bernardo Bertolucci, sorti en 1964. Son titre est tiré de la traduction italienne d'une phrase de Talleyrand, mise en exergue dans le générique d'ouverture : « Chi non ha vissuto negli anni prima della rivoluzione non può capire che cosa sia la dolcezza del vivere. (Celui qui n'a pas vécu avant la révolution ne sait pas ce qu'est la douceur de vivre.) » Ce film est, avec Les Poings dans les poches, considéré comme précurseur des mouvements sociaux de 1968.

## Synopsis
En 1962, le jeune étudiant parmesan Fabrizio (Francesco Barilli) a bien du mal à concilier sa vie confortable de la bourgeoisie aisée avec son intérêt pour les idées militantes du parti communiste italien. Il a une discussion sérieuse avec son meilleur ami Agostino (Allen Midgette) qui lui parle de sa haine pour le mode de vie de ses parents. Il est pris entre le catholicisme de ses parents et les idées marxistes de Fabrizio.
Fabrizio est choqué lorsqu'il apprend la noyade d'Agostino dans le Pô. Il interroge les jeunes du quartier qui étaient là au moment des faits et devient convaincu qu'Agostino s'est suicidé. Fabrizio imagine que la haine de son ami pour ses parents était en fait une haine de lui-même. Son désespoir le pousse à rompre avec sa petite amie Clelia (Cristina Pariset), une fille peu politisée mais jolie, issue d'une famille respectable, qu'il associe à la vie bourgeoise qu'il cherche désespérément à fuir. Son agitation soudaine amène ses parents à inviter chez eux sa jeune et belle tante milanaise, Gina (Adriana Asti), à peine plus âgée que lui. Après quelques discussions sur la mort et le sens de la vie, Fabrizio et Gina entament une relation incestueuse passionnée. Fabrizio présente à Gina son ancien professeur Cesare (Morando Morandini), qui est à l'origine de son intérêt pour le communisme. Ils lisent des extraits de divers ouvrages philosophiques et réfléchissent au passé fasciste de l'Italie.
Plus tard, Fabrizio croise Gina qui sort d'un hôtel avec un homme qu'elle a rencontré dans la rue. Après l'avoir durement confrontée, Fabrizio part en colère. Gina sanglote au téléphone avec son psychanalyste sur son incapacité à dormir et ses angoisses constantes. Bien que sa version de la conversation ne soit pas audible, il semble qu'elle a eu de sérieux problèmes de santé mentale. Il est sous-entendu que son voyage à Parme a été suggéré par son thérapeute pour l'aider à s'éloigner de ses problèmes à la maison. Fabrizio essaie de se distraire en allant au cinéma avec un ami qui s'exprime avec poésie sur la façon dont les angles de caméra peuvent suggérer certains parti pris moraux.
Fabrizio et Gina passent la journée avec Puck (Cecrope Barilli), un ancien amant et ami de Gina qui a vécu toute sa vie sur les terres de son père et n'a jamais travaillé. Il n'a pas honte car il est quelqu'un de routinier. Jaloux de l'intimité de Gina et Puck, Fabrizio répond vertement à Puck. Gina le gifle pour avoir été impoli envers son ami. Fabrizio se rend compte que Puck est ce qu'il pourrait lui-même devenir dans 30 ans. Les enfants de la bourgeoisie ne peuvent jamais échapper à leur passé. Peu de temps après, Gina retourne à Milan.
Resté seul, Fabrizio devient plus conscient de ses propres faiblesses et de son incapacité à réaliser ses aspirations et ses ambitions politiques. Il finit par désavouer la révolution communiste et choisit de faire ce qu'on attend de lui. Il jure d'oublier la politique et sa tante Gina et épouse son ancienne petite amie dépolitisée Clelia.

## Fiche technique
- Titre original italien : Prima della rivoluzione
- Réalisation : Bernardo Bertolucci
- Scénario : Bernardo Bertolucci
- Photographie : Aldo Scavarda
- Montage : Roberto Perpignani (it)
- Musique : Ennio Morricone, Gino Paoli, Gato Barbieri
- Décors : Vittorio Cafiero, Angelo Enrico Canevari (it)
- Costumes : Federico Forquet
- Production : Mario Bernocchi
- Société de production : Iride Cinematografica
- Pays de production :  Italie
- Langue originale italien
- Format : Couleurs - 1,85:1 - Mono - 35 mm
- Genre : Drame
- Durée : 115 minutes
- Dates de sortie :
  - France : 12 mai 1964 (Festival de Cannes 1964) ; 17 janvier 1968 (sortie nationale)
  - Italie : 2 octobre 1964 (Milan) ; 6 novembre 1964 (Rome) ; 27 novembre 1964 (Turin)

## Distribution
- Francesco Barilli : Fabrizio
- Adriana Asti : Gina
- Allen Midgette (it) : Agostino
- Morando Morandini : Cesare
- Cristina Pariset : Clélia
- Cecrope Barilli : Puck
- Evelina Alpi : la petite fille
- Gianni Amico : l'ami
- Goliardo Padova (it) : le peintre
- Guido Fanti : Enore
- Enrico Salvatore : le prêtre
- Amelia Bordi : la mère
- Domenico Alpi : le père
- Iole Lunardi : la grand-mère
- Antonio Maghenzani : le frère

## Thèmes
Selon Bertolucci, le film traite de l'angoisse d'un bourgeois qui a délibérément opté pour le marxisme et qui craint de retomber dans le milieu bourgeois en raison de ses origines, car les racines sont très fortes. Selon lui, Fabrizio représente l'impossibilité pour un bourgeois d'être marxiste ; la véritable force révolutionnaire est le prolétariat,. La séquence du Pô est également considérée comme un signe avant-coureur du débat sur l'écologie.
Comme Les Poings dans les poches de Marco Bellocchio sorti l'année suivante, Prima della rivoluzione est considéré comme un précurseur des manifestations de Mai 68. Luana Ciavola, auteure de Il desiderio rivoluzionario nel cinema italiano, estime que comme Les Poings dans les poches, le film donne l'impression de venir de l'intérieur de la bourgeoisie, tout en se révoltant contre elle. Ciavola fait remarquer que l'approche du sentiment de révolte diffère dans les deux films. Elle écrit à ce sujet : « Dans Prima della rivoluzione, la révolte du protagoniste trouve un appui dans l'engagement politique. Soutenue par un désir érotique, la révolte est encouragée par l'idéologie politique qui lui fournit une raison d'être ainsi qu'un terrain symbolique à travers lequel articuler la révolte. Plus encore, l'idéologie, incarnée par Cesare, fournit à Fabrizio un ensemble de valeur qu'il peut contester qui finit par façonner sa personnalité rebelle. A travers l'idéologie, Fabrizio précise et clarifie son parcours de révolte et sa singularité de sujet rebelle, et finalement son désir de révolte... ». D'après David Jenkins, le critique de TimeOut, comme dans « tous les films de Bertolucci, il y a un conflit central entre les impulsions "radicales" et une capitulation pessimiste (et/ou volontaire) au courant dominant de la société et de la culture bourgeoises ».

### Inspirations
Bertolucci a déclaré que La Chartreuse de Parme de Stendhal était son livre préféré ; le personnage principal et narrateur, Fabrizio (dans le roman Fabrice del Dongo) est un jeune marxiste issu d'une famille bourgeoise, qui attire sa jeune tante, Gina (dans le roman Gina Sanseverina) et épouse finalement une fille de bonne famille, Clélia (dans le roman Clélia Conti). Les points communs entre le film et le roman se limitent toutefois au lieu de l'action, à la reprise des noms des personnages et à un emprunt thématique très lâche. D'après Max Robin dans Critikat, même si le Fabrizio du film et le Fabrice del Dongo du roman vivent l'un et l'autre deux époques de troubles à quelques siècles de distance, le protagoniste du film rappelle davantage Frédéric Moreau dans L'Éducation sentimentale de Gustave Flaubert : « comme Frédéric Moreau, le Fabrizio de Bertolucci est indécis, indéterminé et surtout prisonnier d’un histoire cynique alors que l’orgueilleux et aventureux Del Dongo est toujours en mouvement dans l’œuvre très romanesque de Stendhal ».

### Titre
Fabrizio vit dans l'attente d'une révolution encore à venir. Le générique cite Talleyrand : « Celui qui n'a pas vécu avant la révolution ne sait pas ce qu'est la douceur de vivre ». D'après Pierre Petiot et Jean-Claude Mirabella, auteurs de l'ouvrage Sur Bertolucci, « ce n'est peut-être pas tant le mot "rivoluzione" qui importe que "prima", c'est-à-dire la réflexion, le retour, parfois aussi la nostalgie d'un temps antérieur, d'une fraîcheur, d'une douceur, d'une innocence perdues ». D'après Bertolucci, « ce n'est pas, comme le titre pourrait le laisser croire, une histoire militante de lutte héroïque et révolutionnaire, mais une élégie à ces vies bourgeoises pré-révolutionnaires condamnées à disparaître ». La cohérence entre le propos global du film et la citation de Talleyrand mise en exergue a donné du fil à retordre à de nombreux analystes, mais Bertolucci veut y voir une ironie.

## Style et forme
Alors que dans son premier long métrage, Les Recrues, Bertolucci traitait d'un scénario étranger dans un style personnel, dans son deuxième long métrage, il a inversement soumis des thèmes partiellement autobiographiques, situés dans sa ville natale, à des styles « étrangers ». Il était visiblement sous l'influence de deux modèles, Michelangelo Antonioni et surtout Jean-Luc Godard. Il a néanmoins qualifié Prima della rivoluzione de « premier film véritablement personnel ». Les ellipses dans la narration et les longs plans statiques, comme ceux de l'étang de baignade, sont inspirés d'Antonioni. Des éléments stylistiques comme les plans sur plan, les répétitions et les fondus enchaînés sont empruntés à Godard. Bertolucci a plus tard déclaré qu'à travers ses choix il cherchait à affirmer à quel point il se sentait plus cinéaste français qu'italien à l’époque. Le sens de certaines scènes n'est révélé qu'ultérieurement. Dans un dialogue, Bertolucci fait part de son propre point de vue par l'intermédiaire d'un ami de Fabrizio, qui élève le travail de caméra d'un film au rang de question morale. Le style d'un réalisateur contient en effet toujours sa vision du monde.

## Production
Avant la révolution a été financé par le distributeur Angelo Rizzoli. Bertolucci déclara plus tard que deux semaines avant le début du tournage, le directeur de production Mario Bernocchi avait été convoqué pour faire son service militaire et, de surcroît, emprisonné pour des querelles avec ses supérieurs ; il l'avait fait sortir avec l'aide de la mafia pour respecter le calendrier de tournage.
Bertolucci aurait préféré engager comme chef opérateur Raoul Coutard, qui avait travaillé sur plusieurs films de Godard, mais celui-ci avait déjà été réservé pour Fahrenheit 451 de François Truffaut. Le choix s'est donc porté sur Aldo Scavarda, qui avait auparavant photographié le drame d'art et d'essai d'Antonioni, L'avventura. Vittorio Storaro, qui deviendra le principal chef opérateur de Bertolucci à partir de La Stratégie de l'araignée, y participe également dans une fonction encore marginale, en tant qu'assistant cadreur.

### Tournage
Le film, fortement influencé par la Nouvelle Vague française, a été tourné entre septembre et novembre 1963. Le tournage a eu lieu à Parme et dans ses environs, une scène ayant été filmée dans la camera ottica (chambre optique) de la forteresse Sanvitale à Fontanellato.

## Exploitation
La première de Prima della rivoluzione a lieu le 12 mai 1964 au 17e Festival de Cannes, pendant la Semaine de la critique. Bien qu'il soit aujourd'hui considéré comme appartenant à la Nouvelle Vague italienne, Prima della rivoluzione n'a pas attiré un large public en Italie où il n'a reçu qu'une approbation mitigée de la part de la plupart des critiques. Il a cependant reçu un accueil enthousiaste à l'étranger. Depuis, il a été largement plébiscité par la critique et loué pour sa valeur technique, bien qu'il ne soit généralement pas aussi bien perçu que certains des films ultérieurs de Bertolucci, en raison de sa jeunesse et de son manque d'expérience à l'époque.

### Accueil critique
« Le propos est donc passionnant mais Bertolucci se perd par moments, l’esthétique alternant entre somptueux (la photo magnifique d’Aldo Scavarda notamment lors de la séquence en campagne à l’imagerie impressionniste) et un côté précieux qui amène finalement par l’image cette même dimension calculée et superficielle reprochée au personnage principal [...] La réflexion prime donc peu à peu sur le romanesque en dépit de la prestation magnifique d’Adriana Asti, provoquant un certain ennui dans la seconde partie quand la première tenait d’un équilibre idéal. L’émotion du pourtant terrible renoncement final - où cette conscience politique n'aura été qu'une parenthèse sacrifiée sur l'autel du dépit amoureux - n’est ainsi pas totalement satisfaisante car diluée par les effets trop appuyé du réalisateur. L'éblouissante bande originale d'Ennio Morricone parvient néanmoins à traduire le vertige émotionnel de ces derniers instants. En dépit de ses maladresses, un essai passionnant qui saura parler à la jeunesse française de Mai 68 se reconnaissant sans doute dans les contradictions de Fabrizio. »

— Justin Kwedi
D'après le Lexikon des internationalen Films, il s'agit d'« un film complexe, ludique et avant-gardiste, qui dépeint avec poésie et subtilité sociologique l'image authentique de l'Italie provinciale des années 1960. La narration essentiellement non dramatique et lyrique souligne en même temps le caractère documentaire du film, encore captivant aujourd'hui : il donne un aperçu et des informations sur une époque, l'état d'esprit d'une génération, ses efforts et sa résignation »